# USV Eschen/Mauren II
El USV Eschen/Mauren II es un equipo de fútbol de Liechtenstein que juega en la Copa de Liechtenstein.

## Historia
Fue fundado en la ciudad de Eschen y Mauren y funciona como una filial del USV Eschen/Mauren, el equipo principal que juega en la estructura del fútbol de Suiza. Nunca ha ganado título alguno, y en una ocasión se enfrentó en las semifinales de la Copa de Liechtenstein ante el equipo principal del USV Eschen/Mauren, quien los eliminó por un contundente 2-6.